# Глібовицький Василь Михайлович
Васи́ль Миха́йлович Глібови́цький (нар. 1 серпня 1860 — пом. 26 січня 1938) — український греко-католицький священник.

## Життєпис
Народився 1 серпня 1860 р. в багатодітній родині адміністратора парохії в Стриганцях Михайла Глібовицького та його дружини Йосипи з Лукашевичів.
У 1886 р. був висвячений у духовний сан. Працював сотрудником у парафіях: Жаб'є (1886–1889), Хотимир (1889–1890) та Чортовець (1890–1895).
У 1895 р. отримав посаду пароха в Жукові (Городенківський повіт), яку обіймав до 1912 р. Після чого служив до 1938 р. парохом у Жаб'є-Ільцях (Косівський повіт).
Крім того виконував обов’язки адміністратора (березень 1920 — січень 1921) та декана (січень 1921 — квітень 1925) Косівського деканату.
Мав народницькі погляди. На своїй парафії підтримував розвиток товариства Січ та сприяв народним вчителям. У 1919 р. перебував у румунському полоні.

## Родина
Був одружений з Оленою Пассинович (1868–1934) — донькою пароха у Миколайові Володислава Пассиновича та його дружини Людвіги Воєвідки. У подружжі мали п’ятьох дітей: Володимира (1887 — бл. 1945), Іванну (1890–1918), Богдана (1898 — бл. 1967), Ольгу (1906–1965) і Марію (1906–1976).